# Djakowka (rejon sudżański)
Djakowka (ros. Дьяковка) – wieś (ros. деревня, trb. dieriewnia) w zachodniej Rosji, w sielsowiecie pogriebskim rejonu sudżańskiego w obwodzie kurskim.

## Geografia
Miejscowość położona jest nad rzeką Iwnica, 22 km od granicy z Ukrainą, 5 km od centrum administracyjnego sielsowietu pogriebskiego (Pogriebki), 23 km od centrum administracyjnego rejonu (Sudża), 73 km od Kurska.

## Demografia
W 2010 r. miejscowość zamieszkiwało 8 osób.